# Alpertus van Metz
Alpertus van Metz (overleden na 1024) was een benedictijnse kroniekschrijver uit de 11e eeuw. Zijn De diversitate temporum, ook bekend als Gebeurtenissen van deze tijd, is een zeer belangrijke bron voor de geschiedenis van West-Europa voor de periode die het beslaat, van 990 tot 1021, en vooral voor Frankrijk en de Nederlanden. Het werk is opgedragen aan Burchard van Worms.
De diversitate temporum is een verhaal over allerlei politieke voorvallen rond het jaar 1000 aan de benedenloop van de Rijn, Waal en Maas, met als hoogtepunt een politieke moord. Het hoofdthema is de strijd om de opvolging van de prefect Godfried. Door erfopvolging zou dat zijn oudste zoon zijn, ook een Godfried, door Alpertus omschreven als een 'vadsige domkop' en niet geschikt als prefect. Hij werd geholpen door zijn zwager Wichman die echter zelf de prefectuur wilde verkrijgen.

Hoofdpersoon in de kroniek is Adela van Hamaland. In de tijd van haar overgrootvader Everhard Saxo († 898) behoorde de prefectuur, die meerdere graafschappen omvatte, aan de benedenloop van Rijn en Waal en Teisterbant tot het Hamalandse gravenhuis. Rond 915 was het door politieke ontwikkelingen uit de familie geraakt. Toen de prefectuur in 977 weer vrij kwam, wilde zij deze terugbrengen in haar familie, bij haar zoon Diederik. Inmiddels weduwe van Diederiks vader ging zij een nieuw huwelijk aan met Balderik van Duffelgouw. Diens moeder Gerburg was een zuster van de oude prefect Godfried. Daardoor kon hij in aanmerking komen voor de opvolging van zijn oom. 

Na het overlijden van de oude Godfried kreeg Wichman als schoonzoon voorrang in de erfopvolging boven de neef-oomzegger Balderik. Balderik werd door Adela naar koning Hendrik II gestuurd om de prefectuur op te eisen, wat lukte. Wichman liet het er niet bij zitten wat een hardnekkige vete opleverde, die in 1016 eindigde met de moord op Wichman, beraamd door Adela en gepleegd door haar handlangers.
Alpertus schreef andere werken, waaronder een gedeeltelijke biografie van bisschop Diederik van Metz.